# Alomartes
Alomartes ist eine Ortschaft in der Provinz Granada in der autonomen Region Andalusien. Sie liegt am Fuße der Sierra Parapanda auf 700 Metern Höhe. Die Ortschaft ist der größte Ortsteil der Gemeinde Íllora und hat mehr als 2000 Einwohner. 
Das Fest zur Ehrung der Schutzpatronin des Ortes, Nuestra Señora de los Dolores, findet am zweiten Sonntag im August statt.